# Jystrup
Jystrup – miasto w Danii, w regionie Zelandia, w gminie Ringsted.